# Krupp/AEG Typ Zukunft
Die elektrischen Tagebaulokomotiven vom Typ Zukunft wurden bei Krupp, AEG und SSW in der Zeit von 1952 bis 1957 in elf Exemplaren gefertigt. Die Lokomotiven entstanden im Zusammenhang mit der Henschel/SSW Typ EL10.
Die Lokomotiven in Spurweite 900 mm waren bei Rheinbraun eingesetzt und führten bei der Grube Zukunft die Transportaufgaben durch. Sie waren bis 1974 im Einsatz und wurden danach ausgemustert und verschrottet.

## Geschichte
Die gleichzeitig mit der Henschel/SSW Typ EL10 hergestellten Lokomotiven entstanden nach dem Entwurf der Braunkohleindustrie für die damals noch zahlreichen Strecken in Grubenbahnspur zusammen im Konsortium als eigenständige Konstruktion. Äußerlich waren beide Krokodile deutlich voneinander zu unterscheiden und wiesen in den Leistungsparametern einige Unterschiede auf. Stellenweise wird in der Literatur der Krupp-Typ auch als EL 10 bezeichnet, von Krupp wurden sie als Typ Zukunft bezeichnet.
Mit dem Aufschwung bei der Förderung in den Braunkohlegruben wurden sie der Grube Zukunft als 20...34 beschafft. Ihr großer Vorteil war die deutlich größere Förderleistung bei gleichzeitigem sehr guten Kurvenverlauf. Von Rheinbraun wurden sie als 1103...1117 bezeichnet.
Alle elf Lokomotiven waren Anfang der 1970er Jahre noch komplett vorhanden. Das änderte sich 1974 durch den Einsatz neuer Tagebaugroßgeräte, deren Förderung selbst die Lokomotiven mit ihrer Leistung nicht mehr sicherstellen konnten. 1974 wurden alle Lokomotiven ausgemustert und verschrottet.

## Technik
Die dreiteiligen Lokomotiven haben einen Mittelführerstand. Die Stromabnehmer sind als Hauptstromabnehmer mit einer extra breiten Wippe auf dem Mittelteil platziert, um auch außermittig liegende Fahrleitungen erreichen konnte. Die Lokomotiven waren in Schweißkonstruktion hergestellt. Sie haben glatte Seitenwände ohne Lüftungsschlitze.
Die elektrische Ausrüstung wurde zum Großteil von AEG, bei zwei Maschinen auch von den Siemens-Schuckertwerken geliefert. Durch die Gleichstromtechnik wurde die elektrische Spannung von der Fahrleitung über den feinstufigen Nockenfahrschalter mit der Widerstandssteuerung zu den Fahrmotoren geführt. Diese waren als Reihenschlussmaschinen ausgeführt. Die Maschinen waren mit allen mechanischen und elektrischen Bremssystemen ausgerüstet.